# Establés
Establés ist ein Ort und eine Gemeinde (municipio) mit 34 Einwohnern (Stand: 2024) im Osten der Provinz Guadalajara in der Autonomen Gemeinschaft Kastilien-La Mancha in Zentralspanien. Neben dem Hauptort Establés gehört die Ortschaft Anchuela del Campo zur Gemeinde.

## Lage und Klima
Establés liegt im Iberischen Gebirge in einer Höhe von 1235 m. Die Entfernung zur westsüdwestlich gelegenen Provinzhauptstadt Guadalajara beträgt ca. 80 Kilometer (Fahrtstrecke). Das Klima ist warm und gemäßigt; die Niederschläge (insgesamt 509 mm) verteilen sich über das ganze Jahr.

## Bevölkerungsentwicklung
| Jahr      | 1960 | 1970 | 1981 | 1991 | 2001 | 2011 | 2021 |
| Einwohner | 283  | 105  | 88   | 54   | 45   | 45   | 29   |

## Sehenswürdigkeiten
- Burg von Malasombra
- Kirche Mariä Himmelfahrt in Establés
- Michaeliskirche in Anchuela del Campo

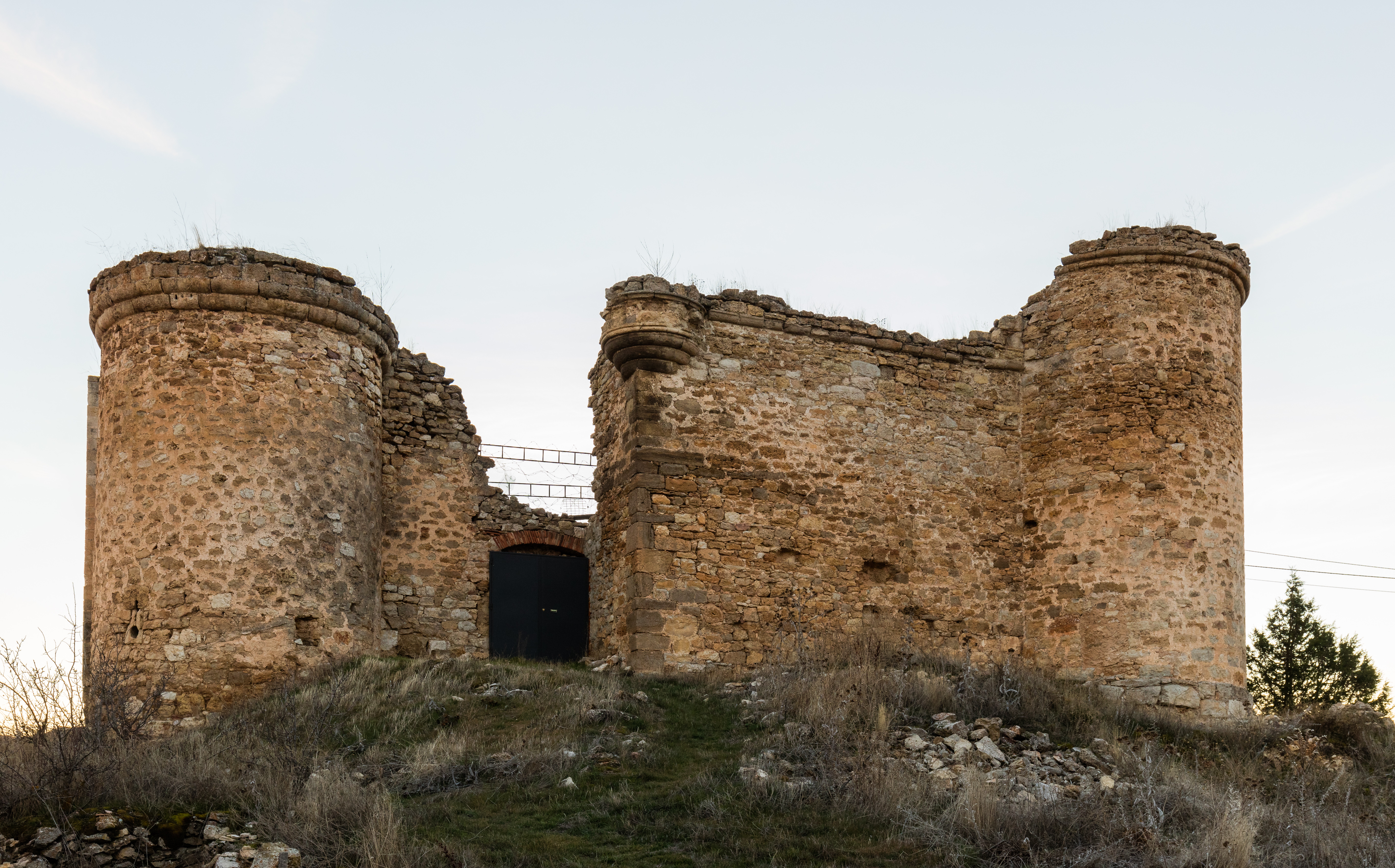
Burgruine Malasombra
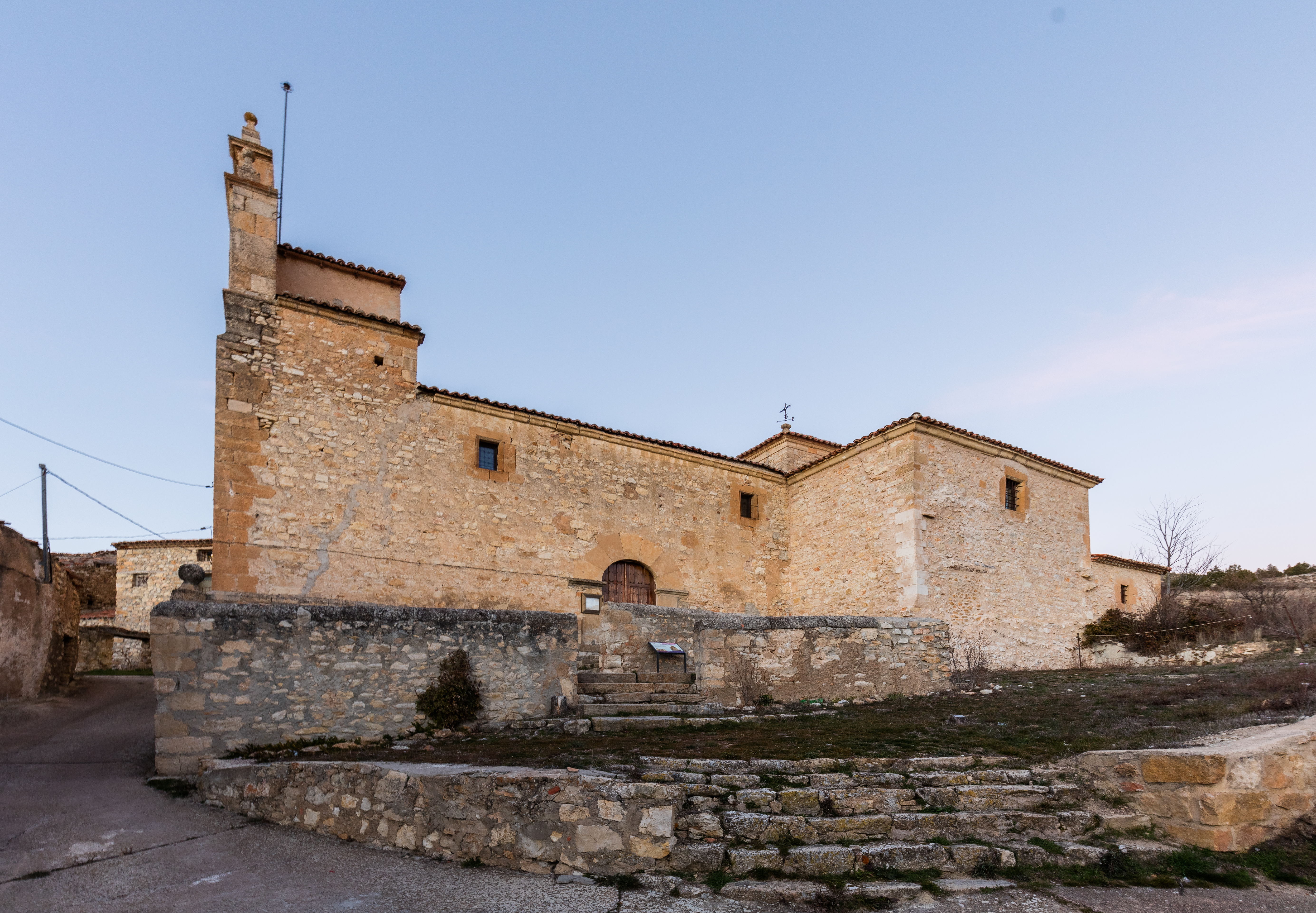
Kirche Mariä Himmelfahrt
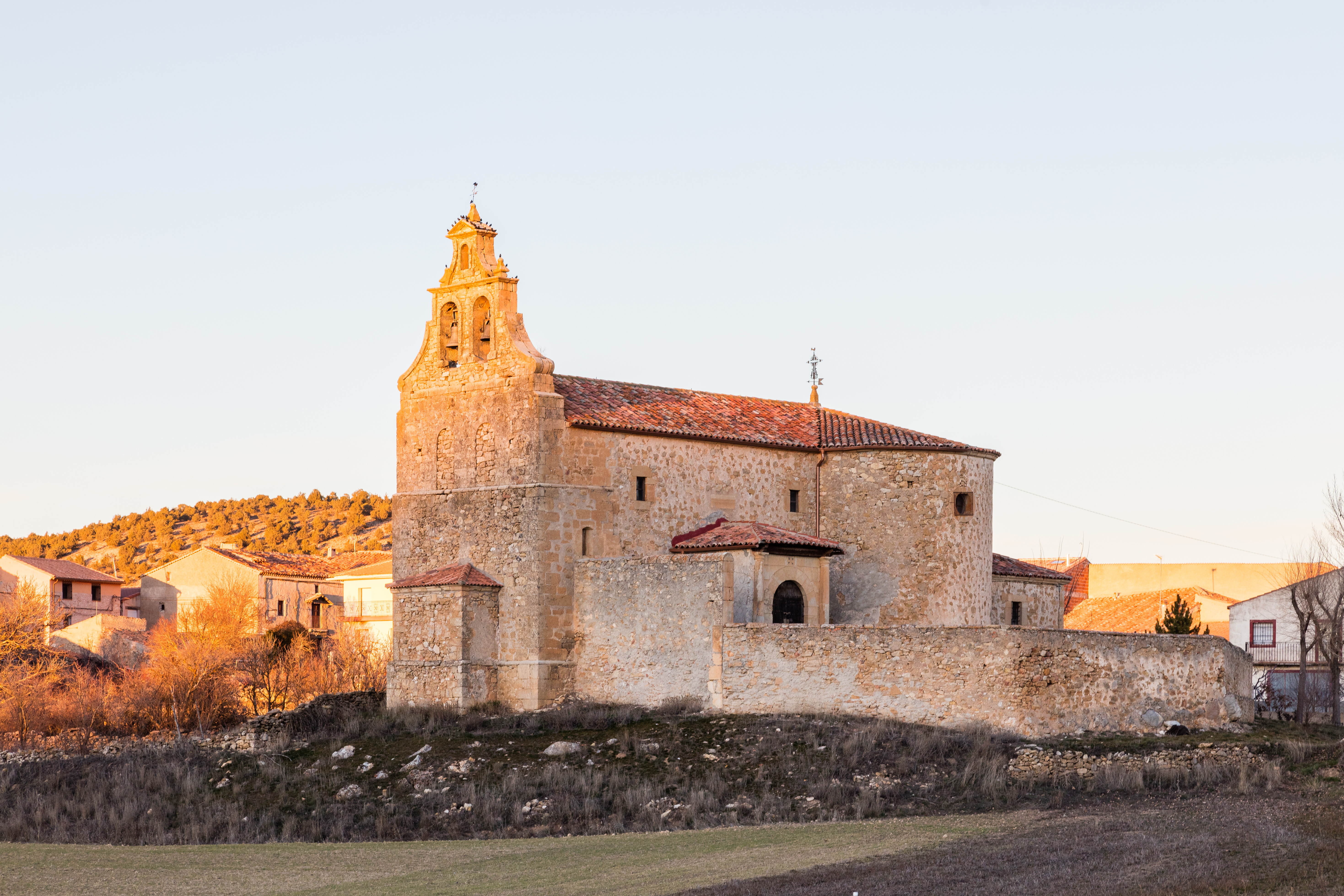
Michaeliskirche